# Abdul Rashid Dostum
Abdul Rashid Dostum, född 1954 i Khvajeh Do Kuh i Jowzjan, är en afghansk krigsherre och kontroversiell ledare av minoritetsgruppen uzbeker i Afghanistan. Han har ofta bytt sida inom Afghanistans komplexa vävnad av allianser och politiska grupperingar. Styrkorna han var befälhavare över i Kabul under 1990-talet anklagades för civila folkmord och plundringar. Under sin tid som chef för den näst största grupperingen i anti-talibanalliansen Norra Alliansen, ledde general Dostum en kampanj för att återta Mazar-e-Sharif, staden han en gång styrde. Återerövringen betydde en extraordinär come-back för general Dostum – en man vars karriär tidvis varit helt nere under flera tillfällen, men alltid lyckats vända och komma tillbaka, delvis som konsekvens av dennes villighet att byta sida. 2008 blev han avskedad från sin ställning som generalstabschef efter sin inblandning i Ahkbar Bai-kidnappingsincidenten men återfick den en kort tid efter.

## Uppväxt och tiden som prosovjetisk befälhavare
Dostum föddes 1954 i Khvajeh Do Kuh i norra Afghanistan. 1970 började han arbeta på ett statligt oljeraffinaderi i Sheberghan, Jowzjan-provinsen, och anslöt sig till fackföreningen. När den nya regeringen delade ut vapen till de statligt anställda ”för att försvara revolutionen” anslöt sig Dostum till armén och fick militär utbildning i Sovjetunionen. Efter att ha återvänt till Afghanistan och ett arbete i ministeriet för statssäkerhet  förlades Dostums pluton kring Sheberghan under övervakning av Nationella säkerhetsstyrkan som svar på lokalt ökat våld. I mitten av 1980 hade Dostums pluton (”enhet 374”) bestående av uzbeker vuxit till en större milis på över regementes storlek, uppskattningsvis 20 000 man starkt och kontrollerade de norra provinserna. Kärntrupperna av befälhavarna under Dostum kom ifrån hans hemby, och har sedan följt honom under dennes vidare karriär. Dostum lämnade armén efter Parcham-fraktionens (en falang inom kommunistpartiet) uppror, men återvände när Sovjets ockupation började.
Efter befordran till general blev Dostum medlem i president Najibullahs regering och erhöll flera medaljer. Denna slogs mot de så kallade mujahedinstyrkorna vilka stred mot Sovjet.

## Återtåg mot norr
Under slutet av Najibullahs styre i början av 1992 bytte general Dostum sida och anslöt sig till mujahedinstyrkorna. Ett kort tag därpå var han medlem i Burhanuddin Rabbanis mujaheddinregering innan han en gång kortvarigt bytte sida och denna gång anslöt sig till Gulbuddin Hekmatyar islamistiska styrkor (Hezb-i-Islami). Dostum konsoliderade under denna period sin makt i sin maktbas i norra Afghanistans 6 provinser med en uppskattad befolkning av 5 miljoner. På toppen av sin makt 1997 höll han en sorts ministat i norra Afghanistan med Mazar-e-Sharif som maktcenter.

## Ledarskapsambitioner
När resten av Afghanistan var i ruiner blomstrade Dostums styrkeposition Mazar-e-Sharif, då med en befolkning på två miljoner. Styret var hårt – Dostum har till exempel beordrat avrättning av kriminella genom överkörning och isärslitning av stridsvagnar. Hans anhängare gav honom titeln pascha – en titel som använts av regionens tidigare kungar. Dåtida diplomater misstänkte honom ha för avsikt att bli ny afghansk ledare  – en position som uzbeker inte innehaft på 500 år. Han lät bland annat under denne tid kallade sig själv ”den nye Timur Lenk”, efter den uzbekiske ryttare som erövrade Afghanistan under 1300-talet med ett välde som sträckte sig från Bagdad till västra Kina. Men 1998 blev han bortkörd av talibanerna och flydde till Turkiet.

## Massoud och Norra Alliansen
General Dostum återvände senare under 1998 och ingick allians med sin tidigare rival Ahmed Shah Massoud mot talibanerna. Efter att Massoud lönnmördats av självmordsbombare (två dagar innan 11 september 2001), och USA inlett attacken mot talibanerna, blev en av Dostums ställföreträdare, General Fahim, utnämnd till ledare av de antitalibanska styrkorna. General Dostum accepterade dennes utnämning och lovade att följa exilregeringens president Rabbanis order.
CIA misstrodde Dostum, men accepterade att de tillfångatagna talibanska krigare som efter belägringen av Kunduz överlämnade sig till Dostums styrkor. Denne proklamerade detta som ”en stor seger” vilket störde relationerna ytterligare med amerikanarna och den amerikanska kontaktmannen 
Johnny Micheal Spann  som ledde Operational Detatchment Alpha (ODA) 595. De tillfångatagna överflyttade till en fängelsebyggnad i Qala-i-Jangi. När fängelseupproret bröt ut var Dostum befälhavare över de afghanska styrkorna. Mike Spann var en av de första amerikaner som dog i afghanska stridigheter, tillsammans med 120 afghaner. Denna strid dokumenterades i BBC/CNN-produktionen ”House of War”.

## Post-talibanska eran och afghanska regeringen
I november 2002 startade FN efterforskningar angående Dasht-i-Leilli-massakern, vari ett stort antal tillfångatagna talibanska krigsfångar avrättades genom den plågsamma avrättningsmetoden att bli instängda i plåtcontainer i öknen. Dostum anklagades för brott mot de mänskliga rättigheterna. President Hamid Karzai utnämnde Dostum till specialrådgivare för säkerhet och militära frågor, med kontroll över säkerheten i de afghanska provinserna Balkh, Jowzjan, Sar-e-Pol, Samangan och Faryan. I mars 2003 upprättades en egen semi-autonom zon i norra Afghanistan. 20 maj 2003 skrev Dostum på ett avtal om att han inte längre skulle fungera som Karzais specialutsände i de nordliga regionerna. Bara dagarna innan hade Dostum undkommit ett mordförsök. 2004 ställde Dostum upp i valet, och erhöll drygt 10% av rösterna. Han erhöll positionen som generalstabschef i ANA (Afghanska Nationella Armén) 1 mars 2005, en position som numera visat sig vara mest ceremoniell. Han blev avsatt 2008 från denna funktion på grund av sin inblandning i Akbar Bai-kidnappningsincidenten.

## Kidnappningen av Akbar Bai
Den 2 februari 2008 rapporterades att ungefär 50 av Dostums anhängare hade kidnappat Akhbar Bai, en tidigare allierad till Dostum som blivit dennes rival. Attacken skedde i dennes hem, och Bai, dennes son och livvakt sades ha blivit misshandlade och en livvakt skjuten. Tidigt följande morgon omringades Dostums hus av afghansk polis, och Bai och tre andra blev fritagna och förda till sjukhus. De politiska konsekvenserna blev relativt milda, han blev avskedad eller snarare i praktiken suspenderad ifrån sin post som generalstabschef, men inte åtalad. Detta eftersom han anses vara en stabiliserande kraft och ledare för den uzbekiska minoriteten. Den 30 oktober beslöt riksåklagaren att lägga ned åtalet då Ahkbar Bai lade ned sin anklagelse.

## Nutid
Dostums främste rival är den tadzjikiske generalen Atta Muhammad Nur, och Dostums styrkor är ständigt i konfrontation med Nur-lojala Jamiat-e-Islami vilka försöker erövra Mazar-e-Sharif.
Dostum anses vara den samlande kraften bakom de etniska minoriteterna uzbeker, vilket leder till att han inte kunnat avsättas eller straffas för sina förehavanden. Han anses vara för kvinnors rättigheter, liksom religiöst tolerant. Han har flera gånger proklamerat att han anser Natos (ISAFs) försök att krossa talibanernas krig som ineffektivt, och att han skulle kunna avväpna alla talibaner inom sex månader om han fick en 10 000 man stark armé.
Dostum anses liksom de flesta krigsherrar vara djupt involverad i opium- och heroinhandeln liksom andra kriminella smugglingsrörelser i Afghanistan. Han har en rad sjukdomar som diabetes mellitus med njurpåverkan och anses vara alkoholiserad.
Helgen innan presidentvalet den 20 augusti  2009 återvände Dostum till Afghanistan efter åtta månader i exil i Turkiet, sedan han gett sitt politiska stöd till Hamid Karzais omvalskampanj.

## 2013-2020
Inför presidentvalet 2014 bad Dostum om ursäkt för sina tidigare "misstag" och när Ashraf Ghani vunnit valet blev Dostum vicepresident. 2016 anklagades han för att tillsammans med sina livvakter ha misshandlat och våldtagit en politisk motståndare. Han flydde till Turkiet 2017 men behöll sin regeringspost, och återvände till Afghanistan 2018 men ställdes inte inför rätta.
I maj 2020 träffade president Ashraf Ghani en överenskommelse med sin utmanare och tidigare premiärminister  Abdullah Abdullah om hur makten ska delas mellan dem. I överenskommelsen ingick att Dostum blev överbefälhavare (marshal) och fick en post i regeringen.